# Soojin
Seo Soo-jin (en hangul, 서수진, Hwaseong, Gyeonggi, 9 de marzo de 1998), conocida artísticamente como  Soojin (en hangul, 수진), es una cantante, bailarina y modelo surcoreana. Saltó a la fama en 2018 como integrante del grupo femenino I-dle (en ese momento se llamaba (G)I-dle), del que fue miembro hasta agosto de 2021, y permaneció en Cube Entertainment hasta marzo de 2022, cuando finalizó su contrato con la empresa. Debutó como solista el 8 de noviembre de 2023, bajo BRD Communications, con el EP Agassy y el sencillo principal homónimo.

## Biografía

### Primeros años
Soojin nació en Corea del Sur y estudió en la Sunhwa Arts School. En su niñez practicó jazz, por iniciativa de su madre, y taekwondo. Al principio, su padre estaba completamente en contra de que se convirtiera en cantante, pero luego permitió que su hija trabajara como tal.

### Carrera

#### Vividiva y I-dle (2015-2020)
Antes de unirse a Cube Entertainment, fue aprendiz de DN Entertainment. En esa época, fue integrante de Vividiva bajo el pseudónimo N.Na, pero abandonó el grupo antes del debut. Fue invitada para audicionar a Cube, y después de varias pruebas fue aceptada en 2016. El 9 de septiembre de 2017, fue presentada como una de las aprendices de Cube. Entre 2017 y 2018, apareció con una máscara de zorro en los videoclips de «Jelly» y «Idle Song», de su compañera Soyeon. El 10 de abril de 2018, Soojin fue revelada como una de las integrantes de I-dle. Debutó oficialmente como integrante del grupo con el lanzamiento de I Am y su sencillo «Latata» el 2 de mayo de 2018.

#### Salida de I-dle (2021-2022)
En febrero de 2021 un medio informó de que Soojin había cometido algunas conductas antisociales contra compañeros de escuela durante su etapa en la secundaria. La primera denunciante afirmó haber sido víctima de acoso escolar por parte de Soojin cuando eran estudiantes. Semanas más tarde, la actriz surcoreana Seo Shin Ae dio a entender que también fue víctima de acoso por parte de la cantante. Tiempo después, mediante una red social, respondió a un fan de Soojin por mensajes privados que no estaba segura de que fuera esta quien la acosó, sino que estaba en el mismo grupo de quienes sí la acosaban y dedujo que Soojin apoyaba esos comportamientos. Días después se confirmó que ya no pertenecía al grupo, luego de que se enteraran de sus acciones.
Se la acusó también de hurtar pertenencias de sus compañeros, violencia física, y de beber y fumar siendo menor de edad. Sin embargo, todas las acusaciones fueron negadas por Soojin y su agencia Cube Entertainment, señalando en repetidas ocasiones que no había evidencia alguna de todo eso y que ella nunca había hablado con Seo Shin Ae. Se pidió que la actriz desmintiera las acusaciones. No obstante, la misma artista declaró que había fumado tabaco por curiosidad, y posteriormente su agencia declaró que durante su etapa como estudiante había tenido "algunas discusiones" con varios estudiantes.
En marzo de 2021, Cube Entertainment anunció que Soojin detendría sus actividades y que I-dle promocionaría como un grupo de cinco miembros, mientras se determinaba la situación de Soojin. En agosto de ese mismo año, Cube Entertainment publicó otro comunicado, confirmando la salida de Soojin de (G)I-dle y la finalización inmediata de su contrato exclusivo.
El 8 de septiembre del 2022, se hizo pública una carta de su abogado, en la cual indica que Soojin fue declarada inocente respecto a la acusación de violencia escolar interpuesta por la actriz Seo Shin Ae. Dicha carta también señala que la cantante sufrió bullying por parte de sus superiores en la escuela y adjunta una aclaración respecto al proceso judicial que Soojin inició por difamación, pero que la policía detuvo por falta de pruebas.

## Vida personal e imagen pública
En agosto de 2018, comenzaron a circular rumores sobre un supuesto romance entre Soojin y Hui de Pentagon. Ese mismo mes, Cube Entertainment respondió a varias preguntas de los medios. El representante de la compañía declaró: «Después de investigar, nos dijeron que ya se habían separado».
Soojin fue una de las 30 cantantes con más valor de marca para el mes de abril de 2020, dentro de la novena posición, con un índice de reputación de 1 113 567.

## Discografía

### EPs
| Año                                                                                    | Álbum | Posicionamiento en listas | Posicionamiento en listas | Posicionamiento en listas | Posicionamiento en listas | Posicionamiento en listas | Posicionamiento en listas | Certificaciones | Ventas |
| Año                                                                                    | Álbum | CAN                       | COR                       | EUA                       | EUA                       | JPN                       | JPN                       | Certificaciones | Ventas |
| Año                                                                                    | Álbum | CAN                       | COR                       | Billb. 200                | World                     | Hot                       | Oricon                    | Certificaciones | Ventas |
| -------------------------------------------------------------------------------------- | --- | ------------------------- | ------------------------- | ------------------------- | ------------------------- | ------------------------- | ------------------------- | --------------- | ------ |
| 2023                                                                                   | Agassy - Lanzamiento: 8 de noviembre de 2023 - Discográfica: BRD - Formato: CD, descarga digital, streaming | -                         | -                         | -                         | -                         | -                         | -                         |                 |        |
| «—» indica que el álbum no alcanzó posición alguna o no fue lanzado en ese territorio. | |                           |                           |                           |                           |                           |                           |                 |        |

## Filmografía

### Programas de televisión
| Año  | Título       | Canal | Papel    | Notas                   |
| ---- | ------------ | ----- | -------- | ----------------------- |
| 2020 | Knowing Bros | JTBC  | Invitada | junto con Yuqi y Shuhua |

### Aparición en vídeos musicales
| Año  | Canción     | Artista | Notas                              |
| ---- | ----------- | ------- | ---------------------------------- |
| 2017 | «Jelly»     | Soyeon  | Aparición con una máscara de zorro |
| 2018 | «Idle Song» | Soyeon  | Aparición con una máscara de zorro |